# Ligue internationale des combattants de la paix
La Ligue internationale des combattants de la paix (LICP) est une organisation internationale pacifiste qui a existé de 1931 à 1939.

## Historique

### Fondation
Définie comme une organisation « de masses exerçant une influence salutaire », elle est fondée par le journaliste Victor Méric (1876-1933) en 1931. Elle a son siège à Paris (30, rue Joubert, dans le 9e arrondissement). L’organisme central est constitué d’un comité directeur et d’un bureau, appuyés sur un comité d’honneur.
Indépendante des partis politiques, des groupements philosophiques et religieux, elle veut lutter « contre la guerre imposée par les gouvernements aux peuples au nom d’un prétendu intérêt national, et contre le fascisme… ». C’est la plus radicale des organisations pacifistes, n'ayant qu’un mot d’ordre : « Non à toutes les guerres ! ».
Les membres de la ligue sont chargés d'une mission éducative tant pour eux-mêmes que pour les autres. Ils doivent être attentifs à toutes les questions relatives à la guerre, à la paix, à l’impérialisme et au fascisme. Ils doivent se montrer tolérants vis-à-vis de leurs adversaires et ne sont jamais dispensés de convaincre.

### Organe de presse:la Patrie humaine&le Barrage
En avril 1931, Victor Méric a aussi créé le journal pacifiste La Patrie humaine, dans lequel écrivent des membres de la Ligue, mais qui ne dépend pas formellement de cette organisation. Des divergences apparaissent assez vite entre la ligne anarchisante du journal dirigé par Méric, et celle des pacifistes plus stricts. Au congrès de 1933, Méric se voit contester le droit d'être propriétaire du titre qui sert d'organe à la Ligue. L'idée d'un rachat du journal par celle-ci est proposée. Après la mort de Victor Méric le 10 octobre 1933, la Ligue crée, en mars 1934, son propre organe, Le Barrage, dont le rédacteur en chef est René Gérin. Cependant, au terme d'un référendum organisé auprès de adhérents de la LICP, les deux pensées pacifistes qui figuraient, l'une dans les colonnes du Barrage, l'autre dans celles de La Patrie humaine seront représentées dans le même journal, titré La Patrie humaine, sous-titré Le Barrage. Mais cet accord ne met pas fin aux divisions, essentiellement d’ordre organisationnel. La fusion ne durera que du 27 nov. 1936 (n° 233) au 9 avril 1937 (n° 250) ; le congrès de Saumur décidant le rétablissement du Barrage. Les deux journaux paraîtront de façon autonome jusqu'en août 1939 (n° 355 pour La Patrie humaine, n° 152 pour Le Barrage). 

### Le congrès de 1933
D'autres problèmes sont abordés lors de ce congrès (notamment les relations avec le congrès contre la guerre impérialiste d'Amsterdam, tenu en 1932, mais auquel Méric n'a pas voulu associer la Ligue). La motion votée par ce congrès place Méric en minorité, mais il est maintenu au Bureau ; il meurt du reste à la fin de l'année.

### Actions de propagande
Certaines sections locales publient aussi des journaux plus ou moins réguliers : notamment celle de Montargis, fondée par André Castelbon (La Paix de Montargis) et de Colmar (Der Pazifist, en allemand).
La Ligue organise des conférences, faites par Marcelle Capy, Jeanne Humbert, Robert Jospin, Georges Pioch, etc. 
Elle crée le Théâtre de la paix, animé par Muse Dalbray et Raymond Destac, qui joue des pièces pacifistes à la demande des sections, en complément à des conférences : notamment Les Marchands de gloire de Paul Nivoix et Marcel Pagnol, L'homme que j'ai tué de Maurice Rostand, pièce par ailleurs adaptée au cinéma par Ernst Lubitsch (1932). Le Théâtre de la paix joue aussi pour d'autres organisations (SNI, LDH, sections de la SFIO).
Sont aussi organisées des soirées cinématographiques ou artistiques : par exemple, le 24 juin 1938, avec Raymond Souplex, Édith Piaf, René Ruquet, Maurice Rostand). Ces activités touchent largement au-delà des membres. 

### Déclin et devenir de la Ligue
Comptant 10 000 adhérents en 1935, l'organisation périclite dans les années suivantes, marquées par la guerre d'Espagne (1936-1939), les coups de force de Hitler (1936, 1938), les accords de Munich (fin 1938), tombant  à 2000 membres en avril 1939.
Après la Seconde Guerre mondiale, plusieurs membres de la LICP participent au Comité national de résistance à la guerre et à l'oppression (CNRGO), qui devient l'Union pacifiste de France en 1961.

## Organisation

### Organigramme de l’année 1937
Bureau
- Fondateur : Victor Méric
- Président d’honneur : René Gérin
- Président : Félicien Challaye, professeur de philosophie.
- Secrétaire général : Robert Jospin (1899 – 1990), membre de la SFIO.
- Trésorier : Raymond Offner
- Camille Drevet (1880 – 1969) : personnalité féministe.
- Maurice Weber : examinateur à l’École polytechnique, pionnier de l’éducation nouvelle, pacifiste intransigeant.

Comité directeur
- André Bellamy : rédacteur en chef du Progrès civique
- Sylvain Broussaudier : agrégé de lettres
- André Castelbon
- Juliette Decroix : agrégée d’anglais
- François Deluret : cheminot de Villeneuve-sur-Lot (Lot-et-Garonne) ; militant anarchiste.
- Roger Horvilleur
- Hubert-Gilbert
- Gérard de Lacaze-Duthiers : professeur de lettres et militant anarchiste pacifiste (26 janvier 1876 – 3 mai 1958), président, en 1933, de l’Union des intellectuels pacifistes. En 1947, responsable du Parti pacifiste internationaliste puis, en 1954, président du Syndicat des journalistes et écrivains.
- Camille Larrère
- Blanche Maupas : institutrice, veuve de Théo Maupas, caporal fusillé pour l’exemple en 1915.
- Régis Messac : écrivain, professeur de lettres, rédacteur en chef des Primaires (2 août 1893 – C. 1945)
- Serge Grégoire dit Jean Souvenance : écrivain, militant pacifiste, libre penseur et fondateur du Parti pacifiste internationaliste (PPI) (6 octobre 1903 – 25 décembre 1962).
- Madeleine Cavalier dite Madeleine Vernet : pédagogue, romancière, féministe et pacifiste (1878 – 1949)

Comité d’honneur
- Allemagne : Arthur Holitscher, Rudolf Rocker, Ernst Toller
- Angleterre : Lord Ponsonby, Bertrand Russell
- Autriche : Andreas Latzko, Stefan Zweig
- Belgique : Frans Daels, Pierre Fontaine, Pierre Hubermont, Frans Masereel, Charles Plisnier
- Espagne : J. Elizalde, Margarita Nelken
- États-Unis : Theodore Dreiser, Upton Sinclair
- France : Jeanne & Michel Alexandre, René Arcos, Lucien Barbedette, Armand Charpentier, Michel Corday, Georges Demartial, Léon Émery, Sébastien Faure, Georges de la Fouchardière, Jean Giono, Jean Guéhenno, Jeanne Humbert, Henri Jeanson, Joseph Jolinon, Louis Le Sidaner, Maximilien Luce, Victor Margueritte, Marcel Martinet, Georges Michon, Magdeleine Paz, Georges Pioch, Gabriel Reuillard, Jules Romains, Maurice Rostand, Han Ryner, Charles Vildrac
- Pays-Bas : Barthélemy de Ligt
- Roumanie : Eugen Relgis
- Suisse : Pierre Ceresole, Ernest Gloor, Edouard Liechti

### Sections
En France : Brest, Colmar, Gagny, Montargis (André Castelbon), Paris rive-droite, Paris rive-gauche, Romans-sur-Isère, Quillan (Marceau Roquefort) et Sartrouville. En Algérie : Alger et Oran.

### Autres militants
- René Dumont
- Émile Bauchet (Calvados)
- René Lochu
- Roger Monclin
- Lucienne Favre